# 鎌倉由實
鎌倉由實（日语：／ Kamakura Yumi），日本女性動畫演出家。出身於北海道。

## 來歷、人物
鎌倉由實在擔任Production I.G的製作進行負責《櫻花大戰 活動寫真》的主要標題設計後，以《妙妙魔法屋 (第2系列)》（第2話）作為演出家首次亮相。此後，她主要在自己之前的公司Production I.G和OLM（《妙妙魔法屋》的製作公司）擔任演出，並於2015年以《WORKING!!!》首次擔任導演。
自2008年起，她也一直使用平假名拼寫。

## 參加作品

### 電視動畫
2002年
- 妙妙魔法屋 (第2系列)（—2003年，分鏡、演出）
- 神奇寶貝Side Story（—2004年，分鏡、演出）

2003年
- 妙妙魔法屋 (第3系列)（分鏡、演出）
- 魁!! 天兵高校（—2004年，演出）
- 充滿幹勁十足的科學冒險！神秘智慧石（—2004年，分鏡、演出）

2004年
- 美鳥的日記（演出）
- 舞-HiME（分鏡、演出）
- 風人物語（分鏡、演出）
- 御伽草子（演出）
- 阿嘉莎·克莉絲蒂的名偵探白羅與瑪波（—2005年，分鏡、演出）

2005年
- 英國戀物語艾瑪（分鏡、演出）
- 今日大魔王！第2系列（演出）
- 交響詩篇艾蕾卡7（演出）
- BLOOD+（—2006年，分鏡、演出）
- IGPX（—2006年，分鏡、演出）

2006年
- Fate/stay night（分鏡）
- 怪醫美女RAY THE ANIMATION（演出）
- 受讚頌者（演出）
- SIMOUN（分鏡）
- 少年陰陽師（分鏡）
- 神奇寶貝鑽石&珍珠（演出）
- 彩雲國物語（—2008年，分鏡）

2007年
- 無敵偵探貴公子（—2008年，分鏡）
- 帝托拉傳奇（—2008年，導演補佐、分鏡、演出）
- 新勇者萊汀（日语：REIDEEN）（演出）

2008年
- 神薙（演出）
- 今日大魔王！第3系列（—2009年，分鏡）
- 閃電十一人（—2011年，導演補佐、分鏡、演出） ※名義。

2009年
- 料理偶像（分鏡）
- 獸之奏者 艾琳（演出）

2010年
- 空·之·音（分鏡）
- WORKING!!（分鏡、演出）
- 妖怪少爺（分鏡）
- 聖誕之吻SS（分鏡）

2011年
- 閃電十一人GO（—2012年，副導演、分鏡、ED分鏡&演出） ※名義。
- 青之驅魔師（分鏡）
- 少年同盟（分鏡）

2012年
- BLACK★ROCK SHOOTER（分鏡）
- 閃電十一人GO 時空之石（—2013年，副導演、分鏡、OP&ED分鏡&演出） ※名義。
- 緋色的碎片（分鏡） ※名義。
- 少年同盟2（分鏡）

2013年
- 閃電十一人GO 銀河（導演補佐、分鏡、ED分鏡&演出） ※名義。
- 翠星上的加爾岡緹亞（分鏡）
- SERVANT×SERVICE（ED分鏡&演出）
- 噬血狂襲（ED分鏡&演出）

2014年
- 世界征服 謀略之星（分鏡）
- 龍孃七七七埋藏的寶藏（ED分鏡&演出）
- 神奇寶貝XY（OP分鏡&演出） ※名義。
- 排球少年!!（分鏡、演出）
- 電波少女與錢仙大人（分鏡）

2015年
- WORKING!!!（導演、分鏡、演出、ED分鏡&演出）
- 排球少年!! Second Season（分鏡）

2016年
- 黑骸（分鏡）
- 小桃小栗 Love Love物語（分鏡）
- WWW.WORKING!!（導演、分鏡、演出、ED分鏡&演出、漫畫2D工作）
- 戰鬥陀螺 爆烈世代（—2017年，分鏡、ED分鏡&演出）

2018年
- 粗點心戰爭2（OP分鏡）
- 閃電十一人 阿瑞斯的天秤（首席導演、分鏡、OP分鏡） ※名義。
- 閃電十一人 獵戶座的刻印（—2019年，首席導演、分鏡） ※名義。

2020年
- 夢夢貓（—2021年，分鏡）

2021年
- MARS RED（日语：MARS RED）（分鏡）
- 國王排名（分鏡、演出）

2022年
- 街角魔族 2丁目（變身場面分鏡&演出）
- 打工吧!! 魔王大人（分鏡）

2023年
- TechnoRoid 超越意志（分鏡）

2025年
- 魔神創造傳（導演[1]、分鏡、演出） ※名義。

### 電影動畫
2000年
- 劇場版 幸運女神（數位製作補佐）

2001年
- 櫻花大戰 活動寫真（日语：サクラ大戦 活動写真）（主要標題設計）

2005年
- 劇場版 神奇寶貝：夢幻與波導的勇者 路卡利歐（演出）

2006年
- 劇場版 神奇寶貝：神奇寶貝保育家與蒼海的王子 瑪納霏（演出）

2008年
- 劇場版 神奇寶貝：騎拉帝納與冰空的花束 潔咪（演出） ※名義。

2014年
- SANTA COMPANY（日语：サンタ・カンパニー）（導演[2]） ※名義。

2019年
- 劇場版 城市獵人：新宿PRIVATE EYES（演出）

### OVA
- 閃電十一人 Reloaded（2018年，分鏡） ※名義。

### 網路動畫
- 閃電十一人 Outer Code（2016年—2017年，導演、分鏡、演出） ※名義。
- 格林童話變奏曲（2024年，導演〈第4話〉）[3]
- Duel Masters LOST ～追憶的水晶～（2024年，ED分鏡&演出）

### 遊戲
2000年
- 永恆傳奇（動畫影片製作進行）

2012年
- 閃電十一人GO2 時空之石 熱風／雷鳴（動畫影片導演、分鏡、演出）

2016年
- 閃電十一人 阿瑞斯的天秤（遊戲&電視動畫試播影片導演&分鏡）

2017年
- 閃電十一人 戰神的天秤（超新作影像「明日之星足球大賽篇」導演&分鏡&演出）